# DJ Sharpnel
DJ Sharpnel (シャープネル?) también conocidos como Sharpnel.exe o Sharpnel.net, es un dúo de productores de música electrónica y Disc-Jockeys japoneses compuesto por Ryuta Nakagami (Jea) y Lemmy. Firmados bajo su propio sello discográfico independiente Sharpnelsound. Se les atribuye ser los pioneros del subgénero J-core.
Son reconocidos y distinguidos por sus obras y producciones de subgéneros como speedcore, gabber, happy hardcore, trance y otros tipos de electrónica dura, han lanzado desde finales de la década de 1990 hasta 2017 muchos álbumes dōjin centrados en muchas variedades de techno, principalmente en J-Core y música rave.

## Historia
DJ Sharpnel surge en 1996 cuando Jea se unió a Project Gabbangelion y lanzó el álbum titulado "Sharpnel vs Project Gabbangelion" en 1998. La contribución activa de DJ Sharpnel a la escena techno hardcore underground japonesa ha ayudado a establecer diferentes géneros derivados del hardcore techno y de esa forma ayudando al desarrollo de la hoy conocida escena J-core.
Sus sobretonos agresivos a menudo resaltan con J-pop acelerado o elementos vocales muestreados de distintos animes. Estos también se fusionan a menudo con influencias más occidentales, como letras de música hip hop estadounidense y dibujos animados.
Los inicios de Project Gabbangelion surgen el 4 de agosto de 1996 compuesto por los miembros Jea, Vicson y Tanigon. El nombre Gabbangelion nace de unir las palabras Gabba y Evangelion, de la serie japonesa Neon Genesis Evangelion.
Debido al traslado de Jea desde Osaka a Tokio, Project Gabbangelion se disolvió el 29 de mayo de 1998, Vicson dejó de producir música, Tanigon se dedicó al house mientras que Jea continuó produciendo Hardcore Techno, lanzando su proyecto en solitario conocido simplemente como Sharpnel (シャープネル)?)
"Sharpnel" es una deformación de Shrapnel, un personaje perteneciente a los Insecticons del universo de Transformers. En el juego de palabras, se cambian las letras a "Sharp" (traducción del inglés "afilado") intencionalmente debido a que se utiliza una distorsión aguda. 
El 20 de junio de 1998, Jea se une junto a La-Quebrata (ラ・ケブラータ?)  y comienza a formar el colectivo High Speed Music Team Sharpnel.
Aunque la existencia del colectivo es relativamente corta en la línea de tiempo completa de los eventos, fue dentro de ella donde se sentaron algunas de las bases de Sharpnelsound.
El 30 de julio, su álbum debut, Sharpnelsound vs. Project Gabbangelion lanzado en CD-R, se agotó en el evento Sega Hardcore Generation, en Shinjuku.
La primera persona en comprar Sharpnelsound vs. Project Gabbangelion conocido como SPEEDKING, utilizaba el seudónimo de Lemmy Miyauchi (宮内レミイ?)  cuyo nombre pertenece a un personaje del eroge To Heart!.
Ese mismo Lemmy junto con MC-JunQ y el hermano gemelo de La-Quebrata, 
Quebradora (ケブラドーラ?), se unieron al colectivo High Speed Music Team Sharpnel el 9 de agosto de 1998.
Los gemelos solían ir vestidos con un kigurumi durante las actuaciones y conciertos del High Speed Music Team Sharpnel.
El 2 de diciembre de 2000, High Speed Music Team Sharpnel se disuelve oficialmente. MC-JunQ cambia su nombre a DJ Q-Ko y sigue produciendo, La-Quebrata y Quebradora parecen haber cesado toda actividad musical, mientras que Lemmy es enviado a un segundo plano.
Jea volvió a lanzar el proyecto Gabbangelion con DJ Chucky como Neon Genesis Gabbangelion (新世紀ガヴァンゲリオン?), Sin embargo, la formación termina el mismo año después de su único álbum Génesis: 0 lanzado el 30 de diciembre de 2000 en Comiket 59.
Jea y Lemmy hacen oficial el nombre de DJ Sharpnel el 12 de agosto de 2001, cuando S.E.X - Sound of EXtreme fue lanzado en Comiket 60. Jea ya había estado usando este nombre desde el 11 de diciembre de 1999.
Killingscum fue el alias de Speedcore en solitario de Jea y se utilizó por primera vez el 9 de junio de 2001 durante un directo. La primera aparición en vivo de DJ Sharpnel en el extranjero fue el 1 de noviembre de 2001 en Hong Kong.
De 2001 a 2003, DJ Sharpnel se unió regularmente en vivo a un grupo de tres idols, los iDollSpirits, que se ocuparon de bailar e interactuar con la multitud
Los primeros tres álbumes de la subserie SRPC-L se agotaron en el evento M3 de primavera de 2002. El 18 de octubre de 2002, durante la segunda edición de Otakuspeedvibe, se lanzó Early Style Of Otakuspeedvibe 1996→1998 así marcando un regreso puntual de Project Gabbangelion para la reedición de su álbum debut, lanzado en 1997.
Comiket 63 no solo definió el lanzamiento de PPPH - ¡Phat, Pinky, Powerful & Hard! , sino también el de los dos primeros álbumes de la subserie hardstyle SRPC-M.
Tras problemas legales debido a la creciente distribución de la música de DJ Sharpnel fuera de Japón, los primeros trece álbumes de la serie SRPC se retiraron de la venta, y fue durante el Comiket 65 que se publicó el libro 5 Years of the Sharpnelsound 1998 - 2003, que sigue siendo a día de hoy la fuente conocida más antigua de información confiable sobre su trayectoria.
Tras la explosión del éxito de DJ Sharpnel en el extranjero a partir de 2003, DJ Sharpnel decidió reforjar su identidad en directo, y fue en 2005 cuando se creó el nombre Sharpnel.net.
Jea mezcla mientras Lemmy se encarga del diseño y video. DJ Sharpnel fue contratado para presentaciones en vivo sin Lemmy, y esta práctica persistió hasta que el sello finalizó en abril de 2017.
Se crearon varios alias únicos según sus necesidades, como DJ Doll's Renaissance y 12 Male Musicians (男子十二楽坊?) .
En 2014, a raíz de los problemas legales por el uso de fuentes protegidas y cambios de sonido, nace la serie enfocada en hardtek SRPD, con en particular la única aparición del nombre Niwapnel (compuesto por DJ Sharpnel y 204) y su EP DupleX. Este año también marca los inicios del sello en el mundo de la realidad virtual.
Durante el evento M3 de primavera de 2015 , DJ Sharpnel aprovechó la conclusión de la serie SRPC para poner fin a la saga Sharpnelsound mediante la publicación del libro Sharpnelsound Chronicle, que resumía la historia del sello de forma similar al primer libro. Otakuspeedvibe Reloaded 2.0.
DJ Sharpnel formalizó el fin del sello Sharpnelsound en abril de 2017 . Aunque DJ Sharpnel actuó en vivo por última vez en Bangface Weekender 2017. Jea anunció lo siguiente: "En abril de 2017, terminamos nuestras actividades en el mundo real a favor de mundos como el de Internet, donde el tiempo y el espacio no tienen significado" 

## Sharpnelsound

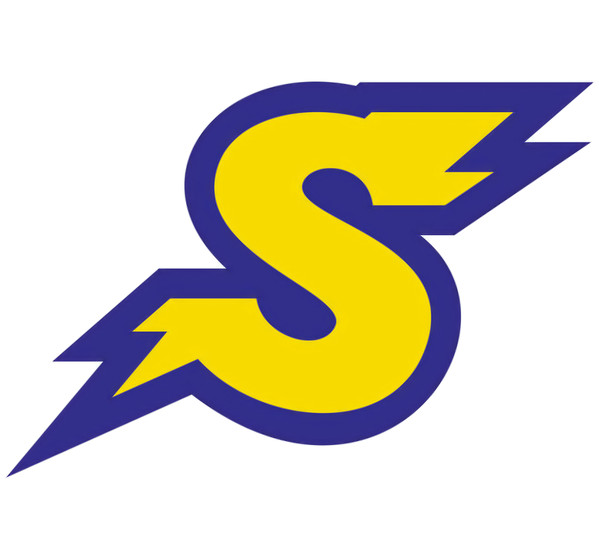
Logotipo de la etiqueta Sharpnelsound de 2000 a 2018.

Sharpnelsound es un sello independiente lanzado por el dúo Sharpnel en el año 1998 en Tokio, Japón.
El sello distribuyó el álbum debut Sharpnel vs. Project Gabbangelion, también representa las cooperaciones musicales entre Sharpnel y otros compositores japoneses como m1dy y M-Project. 
Entre los años 1998 y 2013, el dúo solía lanzar sus álbumes anualmente. La discografía de Sharpnel es amplia y consta de más de cincuenta álbumes. 
En algunas series catalogadas como SRPC, hay dos versiones. Una primera versión es prevista en CD-R para la Comiket u otros eventos (conciertos, festivales, ferias) y otra versión generalmente conteniendo otro tipo de contenido -generalmente canciones- y era vendida en tiendas de discos japonesas especializadas como Guhroovy, así como en su página Bandcamp.
El 26 de abril de 2017, DJ Sharpnel anunció en su sitio web que concluían cesando las actividades del sello musical Sharpnelsound, incluyendo los conciertos. 
Jea tomó la decisión de apostar por la realidad virtual (que descubrió en el año 2014) y continuó mezclando de forma virtual. 
DJ Sharpnel no descarta seguir produciendo música, pero el dúo solo la publicará a través de sellos cercanos.

### Discografía
| Referencia | Título                                                                                        | Fecha      | Notas |
| --- | --------------------------------------------------------------------------------------------- | ---------- | --- |
| Primera serie del sello Sharpnelsound. Hasta SRPC-0003, solo hay CD grabados. Esta práctica se detendrá de forma generalizada en todas las series alrededor de 2010 con la interrupción de los CD grabados (excepto la serie SRPX). La serie terminó debido a amenazas legales recurrentes debido al uso de material protegido. |                                                                                               |            | |
| SRPC-0001 | Sharpnel vs. Project Gabbangelion                                                             | 16-08-1998 | Editado y reeditado en varias ocasiones hasta 2001. |
| SRPC-0002 | ダブル ダッチ (en inglés: Double Dutch)                                                       | 20-10-1998 | Edición muy limitada. Se vendieron 40 copias en el M3 en septiembre del 1998 antes de que se retirara de la venta debido a la insatisfacción con el contenido, considerado demasiado oscuro y diferente por el grupo. Los archivos originales se han perdido, por lo que es imposible recuperarlos.                                                                                                 |
| SRPC-0002.5 | フロム・ザ・ハート - From the Heart                                                           | 07-11-1998 | Edición extremadamente limitada (menos de 10 copias). Vendido durante Hardcore Major League vol. 7, noviembre de 1998. |
| SRPC-0003 | フロム・ザ・はあと 地獄編 (en inglés: From the Heart (Hell Part))                             | 31-12-1998 | Existen al menos cuatro versiones diferentes, incluida una con una portada completamente diferente. Habría sido grabado desde 1998 hasta 2001. |
| SRPC‑0004A‑B | アタック ザ シャープネル (en inglés: Attack the Sharpnel)                                     | 15-08-1999 | Recopilación en doble CD que marcó el inicio de las versiones editadas. |
| SRPC-0005 | レイヴ☆スペクター (en inglés: Rave☆Spector)                                                   | 31-12-1999 | Las dos últimas pistas difieren en las copias prensadas y grabadas. |
| SRPC-0006 | エンドレスサマー (en inglés: Endless Summer)                                                  | 13-08-2000 | Existen tres versiones. La versión grabada limitada contiene grabados datos de video, imagen y audio. Tras las quejas de los propietarios de los derechos, la versión impresa sufrió un cambio de portada para reemplazar el dibujo incriminado, aunque su sombra aún es visible en el obi (tarjeta promocional que se coloca en el lomo de un nuevo álbum, especialmente en Japón)Ver vídeo del CD |
| SRPC-0007 | Genesis:0                                                                                     | 30-12-2000 | Lanzado bajo el alias Neon Genesis Gabbangelion (新世紀ガヴァンゲリオン?). Contiene un video extra. |
| SRPC-0008 | S.E.X. - Sound of EXtreme                                                                     | 12-08-2001 | Primer álbum bajo el alias de DJ Sharpnel. Hay al menos tres versiones diferentes del CD grabado, con diferentes pistas. |
| SRPC‑000X | 別名おにぎりトラックス (en inglés: Another Name Is Riceball Tracks)                           | ??-10-2001 | Álbum de temas inéditos lanzados desde 1998 a 2001. |
| SRPC-0009 | ピアッツーピアッ！ (en inglés: p2p (peer to peer!))                                           | 30-12-2001 | Álbum inspirado en el mundo del P2P. Contiene muchas "pistas de transición" y abre con una obra de trance, que sigue siendo una excepción para DJ Sharpnel. |
| SRPC-0010 | クロスレートっ！ (en inglés: X-Rated!)                                                        | 11-08-2002 | La versión grabada se guarda en un estuche blanco y contiene dos pistas más, además de un orden diferente. |
| SRPC-0011 | アーリースタイルオブオタクスピードバイブ (en inglés: Early Style of Otakuspeedvibe 1996‑1998) | 18-10-2002 | Recopilación de temas de Project Gabbangelion. Publicado bajo los títulos 強制起動 限定複刻版 y第壱話 強制起動 (en inglés: Episodio 0:1 YonderDome) (referencia PGCD-01) en 1997. |
| SRPC-0012 | PPPH - Phat, Pinky, Powerful & Hard!!                                                         | 30-12-2002 | |
| SRPC-0013 | アニメガバイト (en inglés: Anime Gabba It!)                                                   | 17-08-2003 | |
| SRPC-0014 | ノースタイル!ノーポリシー！？ (en inglés: No Style? No Policy!?)                              | 12-12-2003 | Publicado bajo el alias alterno de Jea, Killingscum. También lanzado en la serie SPRK como SRPK-0001 con cinco pistas menos. |
| SRPC-0015 | シャープネルサウンドコレクション壱 (en inglés: Sharpnelsound Collection 1)                    | ??-05-2004 | Recopilación de mejores canciones antiguas. |
| SRPC-0016 | 悩殺♥ ハードブレイク (en inglés: Bewitching! Hardbreak)                                       | 15-08-2004 | El orden de algunas canciones varía en las dos versiones. |
| SRPC-0017 | UG☆Psyclone                                                                                   | 30-12-2004 | La versión grabada contiene una pista más, Same Dream. |
| SRPC-0018 | Yonderdome - The Megamixxx of Sharpnelsound 1‑7!                                              | 14-08-2005 | CD mezclado por Killingscum con temas de los siete álbumes anteriores. Yonderdome se transcribe en japonés como ヨンダードーム. El nombre está inspirado enThunderdome. |
| SRPC-0019 | マッドブレイクス (en inglés: Mad Breaks)                                                      | 14-08-2005 | El orden de las pistas varía en las diferentes versiones, y la versión grabada contiene dos pistas adicionales. |
| SRPC-0020 | 感脳侵食 (en inglés: Brain Violation.)                                                        | 13-08-2006 | El orden de algunas canciones varía en las dos versiones. |
| SRPC-0021 | オタクオーバークロックス21 (en inglés: Otaku Overclocks 21)                                   | 31-12-2006 | |
| SRPC-0022 | ランニング★★★オールナイトッ！！ (en inglés: Running All Night)                                | 31-12-2007 | |
| SRPC-0023 | 二次元サティスファクション (en inglés: 2-Dimensional Satisfaction (parfois 2D Satisfaction))  | 16-08-2008 | Las pistas 2 a 4 están en un orden diferente en las dos versiones. |
| SRPC‑0024 | 妄殺オタクティクス (en inglés: Delusion O-Tactics)                                            | 15‑08‑2009 | Último álbum editado tanto en CD-R como en CD prensado. |
| SRPC-0025 | シャープネルサウンドコレクション弐 (en inglés: Sharpnelsound Collection Vol. 2)               | 30-12-2009 | Recopilación de los mejores temas antiguos publicados entre 2005 y 2009. |
| SRPC-0026 | 再帰進化論 (en inglés: Cyclick)                                                               | 14-08-2010 | |
| SRPC-0027 | 危ないベースライン (en inglés: Bassline Crisis)                                               | 13-08-2011 | Doble CD, lanzado durante Comiket 80. |
| SRPC-0028 | Yonderdome Decade - 10 Years of DJ Sharpnel                                                   | 31-12-2011 | Segundo CD mezclado bajo el aliasYonderdome, lanzado durante el Comiket 81. Contiene temas del 0008 al 0027. |
| SRPC-0029 | Welcome to the Ottack Universe                                                                | 11-08-2012 | Lanzado durante Comiket 82. |
| SRPC-0030 | オタクスピードバイブ (en inglés: Otakuspeedvibe)                                              | 12-08-2013 | Último álbum de la serie SRPC. |

| Referencia | Título                                                               | Fecha      | Notas |
| --- | -------------------------------------------------------------------- | ---------- | --- |
| Série de Cotton Pantie's.                                                                                                   |                                                                      |            | |
| SRPC-C001 | What a Happy Life and Death!                                         | ??-07-2002 | Referencia utilizada por DJ Sharpnel después del lanzamiento del segundo álbum bajo el alias de Cotton Pantie. El CD se denominó originalmente como FURIEX-001, ya que se creó en colaboración con FuriFuri.co (la empresa que creó el logotipo de Sharpnelsound) para su primer programa promocional (de ahí "FuriEx"). Este es el primer álbum compuesto íntegramente por el dúo, sin materiales protegidos. |
| SRPC-C002 | My Sweet Honey Biscuit!                                              | ??-09-2002 | Dedicado a la mascota japonesa no oficial de KFC, Bisuke-tan. |
| Breve serie en solitario de hardstyle de Jea.                                                                               |                                                                      |            | |
| SRPC-H001 | Life Is Game                                                         | 05-05-2003 | Segundo proyecto de hardstyle de DJ Jea. |
| SRPC-H002 | 5 Years of the Sharpnelsound 1998-2003                               | 31-12-2003 | Primer libro lanzado por el sello Sharpnelsound, de donde procede la mayor parte de la información conocida hasta la fecha. Está totalmente en japonés. |
| SRPC-H003 | Harddrive 150 BPM ‑ Life Is Game Volume 2.0                          | 25-01-2005 | Catalogado como SRPC-H002. Fue lanzado originalmente como SRPC-H003, tal como está impreso en la portada. |
| Serie Speedcore, compuesta principalmente por The Speed Freak.                                                              |                                                                      |            | |
| SRPC-L001 | Allright, Biaaatch !!! ‑ A Street‑Trash Megamix of Hardcore‑Classics | ??-??-2002 | Album de The Speed Freak. |
| SRPC-L002 | Shockwave Greatest Hits Megamix 1994-2002                            | ??-??-2002 | Album de The Speed Freak. |
| SRPC-L003 | Noisecore vol. 01 - A Radical Hardcore Mix                           | ??-??-2002 | Album de The Speed Freak. |
| SRPC-L004 | f                                                                    | ??-??-2002 | Album de The Speed Freak. |
| SRPC-L005 | スピードコアダンディ (en inglés: Speedcore Dandy)                    | ??-07-2002 | Album de m1dy (ミディ?). Lanzado tres veces en diferentes sellos entre 2003 y 2014 bajo el título Speedcore Dandy XXX. |
| SRPC-L006 | Demons to Some, Angels to Others - Hardcore-Mix 11-2007              | 31-12-2007 | Album de The Speed Freak. |
| SRPC-L007 | Break It Oldschool - 100% Classic Breakbeats                         | 31‑12‑2007 | Album de The Speed Freak, bajo el alias Biochip C. |
| Primera serie de hardstyle, en compañía de diferentes artistas. Es la cuarta entrega, sin embargo, está orientada a J-core. |                                                                      |            | |
| SRPC-M001 | Hardstyle 4Da Firsttime                                              | ??-??-2002 | El primer proyecto de hardstyle de DJ Jea. |
| SRPC-M002 | Now or Never                                                         | ??-??-2002 | Album de DJ Chucky. |
| SRPC‑M003 | Hardstyle Tokyo Night Cruising                                       | ??-??-2003 | Album de DJ Tokyo. |
| SRPC‑M004 | J-Core Revolution                                                    | 13-08-2006 | Álbum mezclado por DJ Yousuke. La referencia impresa en la portada es incorrecta (SRPM-004) y ha sido corregida por el artista en la discografía del sello. |

| Referencia | Título                                                                             | Fecha      | Notas |
| --- | ---------------------------------------------------------------------------------- | ---------- | --- |
| Series centradas en hardtek y frenchcore, marcadas por una apertura hacia el extranjero y en particular hacia Francia (con colaboración de Billx, Darktek, Dr.LoOney, Floxytek, Guigoo, Harry Potar, Mat Weasel y Radium). |                                                                                    |            | |
| SRPD-0001 | インビジブルトリガー (en inglés: Invisible Trigger)                                | 31-12-2013 | Mix continuo más dos canciones inéditas : Time Looper y Modern of Ghost . |
| SRPD-0002 | ワールドスーパーテック大戦Prime (en inglés: World Super Tek Taisen Prime)          | 27-04-2014 | Primera entrega de la cuadrilogía World Super Tek Taisen . |
| SRPD-0003 | ワールドスーパーテック大戦SuperS(en inglés: World Super Tek Taisen SuperS)         | 27-04-2015 | Segunda parte de la cuadrilogía World Super Tek Taisen . |
| SRPD‑0004 | ファンタスティック・サマー・イン・ ジャパン(en inglés: Fant4stik Summer in Jap4n.) | 02‑08‑2015 | Compuesto por Fant4stik y Tanukichi. |
| SRPD-0005 | パニソンはーこーパニック (en inglés: Panison Hardcore Panic)                       | 16-08-2015 | |
| SRPD-0006 | ワールドスーパーテック大戦Troisieme (en inglés: World Super Tek Taisen Troisieme)  | 25-10-2015 | Tercera entrega de la cuadrilogía World Super Tek Taisen . |
| SRPD-0007 | 東京デバーステート (en inglés: Tokyo/Devastate)                                    | 22-10-2015 | Compuesto por The Speed Freak (ザ・スピードフリーク?) . Publicado en colaboración con el sello X-Treme Hard.                                                                               |
| SRPD-0008 | The Sentence Jap4n Edition                                                         | 31-12-2015 | EP compuesto por los franceses de Fant4stik (Billx, Floxytek, Guigoo y Mat Weasel), publicado por Undergroundtekno en Francia . Se incluyen cuatro bonus tracks en el lanzamiento japonés. |
| SRPD-0009 | Gabberdisco Compilation - The Future Sound of Retro vol. 1                         | 31-12-2015 | Volumen mezclado por The Speed Freak, se centró en gabberdisco, un género musical que combina éxitos de los años 70 y 80 y sonidos tipo gabber .                                           |
| SRPD-0010 | DupleX EP                                                                          | 31-12-2015 | Lanzado durante Comiket 89. Compuesto bajo el alias ニワプネル (en inglés: Niwapnel ). |
| SRPD-0011 | ワールドスーパーテック大戦Quatrième (en inglés: World Super Tek Taisen Quatrième)  | 24-04-2016 | Última entrega de la cuadrilogía World Super Tek Taisen . |
| SRPD-0012 | Another Gabberdisco Compilation - The Future Sound of Retro vol. 2                 | 24-04-2016 | Segundo volumen de gabberdisco compuesto por The Speed Freak. |
| SRPD-0013 | 侍・スピード・ビーツ (en inglés: Samurai Speed Beats)                              | 14-08-2016 | El álbum debut de Tanukichi. Tras el cierre de Sharpnelsound, continúa lanzando en su propio sello. : hardtek.jp.                                                                          |

| Referencia | Título                                                                                  | Fecha      | Notas                                            |
| --- | --------------------------------------------------------------------------------------- | ---------- | ------------------------------------------------ |
| Serie experimental con una visión hipnótica. Cada CD contiene una porción de varias decenas de minutos donde un seiyū le habla al oyente de una manera cautivadora y sensual. Los guiones están escritos por Jea. |                                                                                         |            |                                                  |
| SRPE-0001 | Erectortion-01 - キモチイイコト (en inglés: Erectortion 01 - Things That Feel Good)     | 30-12-2009 | Interpretado por Phan Masaki (誠樹ふぁん?) .     |
| SRPE-0002 | Erectortion-02 - 誘惑催眠ガール (en inglés: Erectortion 02 - Hypnotic Temptation Girl ) | 30-10-2011 | Interpretado por Kotone Akatsuki (紅月ことね?) . |

| Referencia | Título                                                                  | Fecha      | Notas                                                                  |
| --- | ----------------------------------------------------------------------- | ---------- | ---------------------------------------------------------------------- |
| Serie speedcore perteneciente a Killingscum y 音圧愚連隊 (en inglés: Sound Pressure Gangsta) (m1dy y Jea). Colaboración parcial con el sello de m1dy : Mob Squad Tokio. |                                                                         |            |                                                                        |
| SRPK-0001 | ノースタイル!ノーポリシー！？ (en inglés: No Style? No Policy!?)        | 12-12-2003 | Lanzado también en la serie SPRC como SRPC-0014 con cinco pistas más.  |
| SRPK-0002 | 暴走歌謡大全集 (en inglés: Wild Ballad Complete Works)                  | 02-05-2004 | Con m1dy.                                                              |
| SRPK‑0003 | 爆萌電波注意報！(en inglés: Explosive Radio Wave Warning!)              | 30‑12‑2009 | Con m1dy. También lanzado bajo el sello Mob Squad Tokyo como MSTCD004. |
| SRPK-0004 | 妄毒劇場公演中！ (en inglés: Deadly Poison Public Theater Performance!) | 30-12-2014 | Con m1dy. También lanzado bajo el sello Mob Squad Tokyo como MSTCD017. |

| Referencia | Título                                                                                   | Fecha      | Notas |
| --- | ---------------------------------------------------------------------------------------- | ---------- | --- |
| Serie íntegramente destinada a la promoción. Todos los CD se han grabado y contienen mixes completos de todo el catálogo de Sharpnelsound, a menudo interpretados y presentados en eventos en el extranjero. |                                                                                          |            | |
| SRPX‑0001 | Ver1.0                                                                                   | 31‑12‑2013 | Incluyendo Invisible Trigger.Diseño del disco . |
| SRPX-0002 | Ver2.0                                                                                   | 17-08-2014 | Incluye por la compra, una toalla o camiseta Sharpnelsound durante el Comiket 86.                                                                   |
| SRPX-0003 | ドコミ限定 (en inglés: DoKomi Limited)                                                   | 23-05-2015 | Edición de 200 ejemplares limitados para el evento DoKomi en Alemania.                                                                              |
| SRPX-0004 | Colosalcon2016 Limited                                                                   | 04-06-2016 | Disponible en Colossalcon2016 en Ohio y en Whatever Waves 01 en Tokio.                                                                              |
| SRPX-0005 | オタスピライブミックスりどーでっど2.0！(en inglés: Otakuspeedvibe Live Mix Reloaded 2.0) | 14-08-2016 | Vendido durante Comiket 90, mezclado por Loctek. |
| SRPX-0006 | Upshft Limited                                                                           | 23-04-2017 | Último objeto catalogado en Sharpnelsound antes de su cierre definitivo al día siguiente del lanzamiento. Distribuido en el evento Upshft en Tokio. |

| Referencia | Título                  | Fecha      | Calificaciones |
| --- | ----------------------- | ---------- | --- |
| BRPS : Serie anecdótica reservada a los libros. Debido a la aparente ausencia de un primer libro catalogado SRPB-0001, se acepta comúnmente que 5 Years of the Sharpnelsound 1998-2003 tenga esta referencia. |                         |            | |
| SRPB‑0002 | Sharpnelsound Chronicle | 26‑04‑2015 | Libro que resume la historia de Sharpnelsound desde finales de los 90. Incluye un CD titulado完全網羅は無理でしたMix (en inglés: Complete Comprehension Was Impossible Mix) totalmente en japonés. |
| OSVC : Serie compuesta por una sola referencia. El único subsello conocido de Sharpnelsound : Otakuspeedvibe.                                                                                                 |                         |            | |
| OSVC‑0001 | Otakuspeedvibe Sampler  | ??‑??‑2002 | Sampler reservado para la promoción de la gira japonesa de The Speed Freak. Producido por DJ C-Type, amigo de DJ Sharpnel con quien formó The Speedlolita.                                         |

Además de las tablas anteriores, Sharpnelsound ha lanzado álbumes para otros sellos, incluye Teikoku Records y a algunos artistas como The Speed Freak.
Distribuyó algunas canciones patentadas para lanzamientos externos (como Jersey☆Spirit y Lolistyle Gabbers). 
DJ Sharpnel también ha lanzado algunos álbumes y algunas pistas exclusivamente en otros sellos (cómo Gabba Disco, en colaboración con M-Project).